# Wolfgang Popp (Germanist)
Wolfgang Popp (* 3. Juni 1935 in Altenmuhr; † 5. Mai 2017 in Siegen) war ein deutscher Germanist und Literaturwissenschaftler.

## Wirken
Als Hochschullehrer für Germanistik war Popp an der Universität Siegen tätig. Er gab gemeinsam mit Gerhard Härle sowie mit Marita Keilson-Lauritz, Dirck Linck und Wolfram Setz die Zeitschrift Forum Homosexualität und Literatur heraus, die 2007 eingestellt wurde. Die Zeitschrift war ein Periodikum des Forschungsschwerpunkts Homosexualität und Literatur im Fachbereich Sprach- und Literaturwissenschaften an der Universität-Gesamthochschule Siegen. Des Weiteren veröffentlichte er die Loseblattsammlung Lexikon homosexuelle Belletristik. Nach seiner Emeritierung war Popp als Projektleiter im Siegener „Zentrum für Friedenskultur“ (ZFK) tätig.

## Schriften
- Männerliebe. Homosexualität und Literatur. Metzler, Stuttgart 1992, ISBN 3-476-00828-2.
- mit Bernhard Nolz (Hrsg.): Friedenskultur in Europa. In Verbindung mit Pädagoginnen und Pädagogen für den Frieden (PPF). LIT, Münster.
- mit Bernhard Nolz (Hrsg.): Miteinander leben – voneinander Lernen. Perspektiven für die Entwicklung einer Kultur des Friedens in Europa.
- Lesebuch I: Dreißigjähriger Krieg, Eine Textsammlung aus der Barockliteratur. Band 2, 1998, ISBN 3-8258-3959-1.
- Lesebuch II: Dreißigjähriger Krieg, Literarische Texte von 1791 bis 1998. Band 3. 1999, ISBN 3-8258-3992-3.
- mit Bernhard Nolz: Erinnerungsarbeit: Grundlage einer Kultur des Friedens. Band 4. 2000.